# Protoplanetare Scheibe

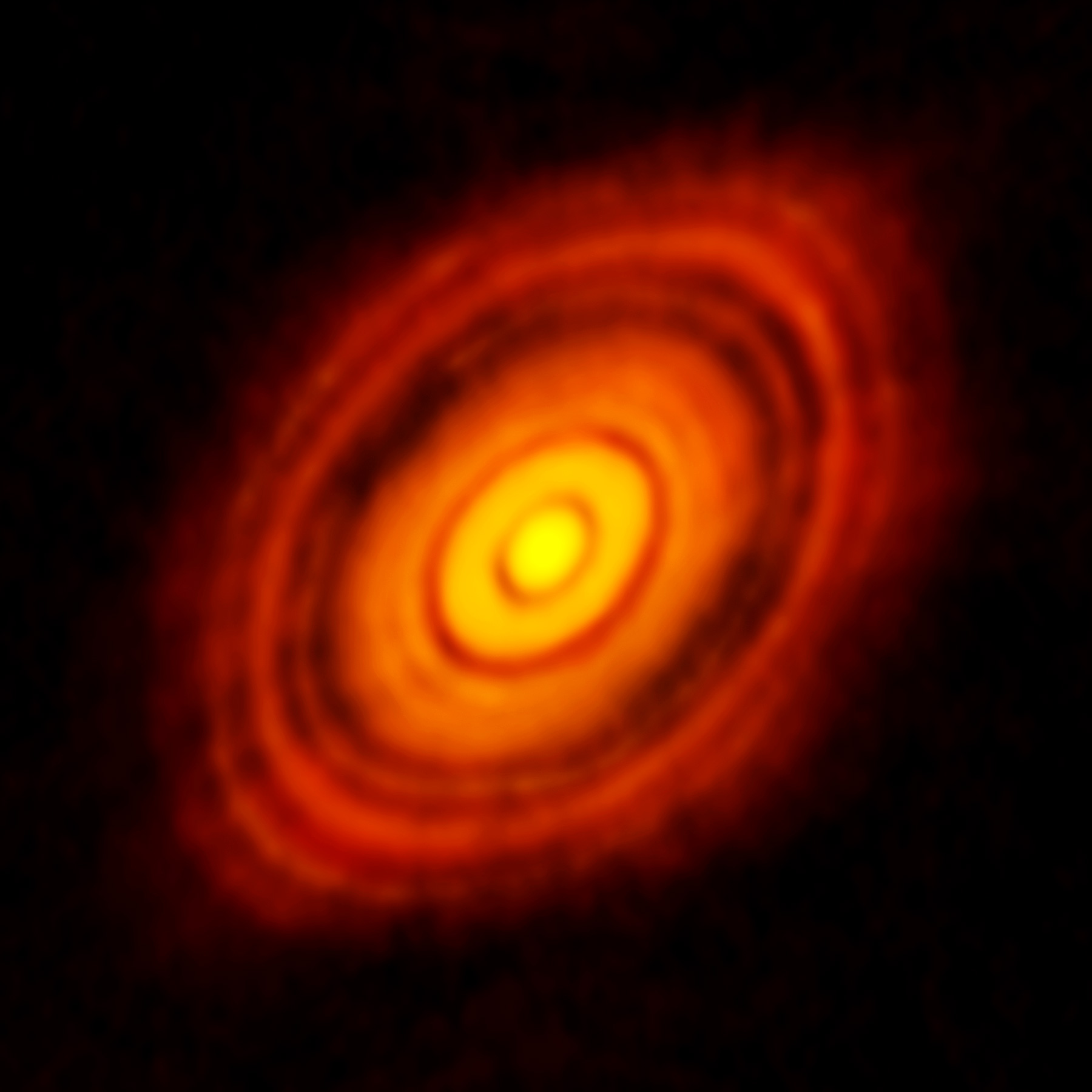
Protoplanetare Scheibe um HL Tauri

Eine protoplanetare Scheibe, auch Proplyd (engl. Kurzwort für Protoplanetary disk), ist eine Ringscheibe aus Gas und Staub, die um einen Protostern oder ein vergleichbares Objekt (bspw. einen jungen Stern) rotiert.
Protoplanetare Scheiben entstehen vermutlich aus denselben kollabierenden Molekülwolkenkernen, aus denen auch der (Proto-)Stern entstanden ist. Durch Veränderungen ihrer Materie wie bspw. Zusammenballen können sie sich mit der Zeit z. B. zu Asteroidengürteln weiterentwickeln, die dann ebenso als Ringscheibe um den Stern rotieren, oder zu Planeten. Der Oberbegriff sowohl für protoplanetare Scheiben aus Gas und Staub als auch ältere Scheiben aus größeren Bestandteilen wie Meteoroiden und Asteroiden ist zirkumstellare Scheibe.

## Beschreibung
Selbst ein kleiner anfänglicher Drehimpuls der Urwolke genügt, die Bildung nur eines einzelnen Sterns zu verhindern. Stattdessen bildet sich, je nach Stärke der turbulenten Reibung, zumindest ein Doppel- oder Mehrfachstern oder ein Stern mit Planetensystem.
Im letzteren Fall werden für die Masse der protoplanetaren Scheibe ein bis zehn Prozent des Sterns angenommen, wobei der weit überwiegende Teil des Drehimpulses in der Scheibe bzw. im Planetensystem bleibt. Für den Mechanismus der Trennung siehe Akkretionsscheibe. Ein kleiner Teil des Drehimpulses wird auch über Jets abgegeben.
Eine protoplanetare Scheibe hat eine nach außen hin aufgeweitete Struktur. Im inneren Bereich ist die Temperatur hoch genug, um Staubteilchen zu sublimieren. In den Außenbereichen kann man die optisch dicke Scheibe vertikal in mehrere Schichten unterteilen:
- die äußerste Schicht absorbiert Photonen des Zentralgestirns und aus dem interstellaren Strahlungsfeld.
- Aus tiefer liegenden Schichten dringt Infrarotlicht nach außen, sodass die Temperatur zur Mittelebene hin absinkt und Moleküle ausfrieren. Staubteilchen sinken bis zur Mittelebene ab und können dort koagulieren.

## Entwicklung zum Planetensystem
Die Prozesse, die von der protoplanetaren Scheibe zur Bildung von Planeten führen, sind noch nicht im Detail verstanden. Im Wesentlichen gibt es zwei Modelle:
- Koagulation und Akkretion: Simulationen zeigen, dass interstellare Staubteilchen zwar koagulieren können, es jedoch auch verschiedene Prozesse gibt (Abprallen, Zersplitterung), die ein Anwachsen auf Millimeter-Größe behindern. Die aktuelle Forschung versucht, diese Barriere mit immer genaueren Simulationen zu durchbrechen und betrachtet dabei auch Reibungselektrizität, Blitze und magnetisierte Teilchen. Ab einem Durchmesser von einigen Metern sammeln die Klumpen gravitativ weiteres Material ein. Je größer ein Körper bereits ist, desto schneller und weiträumiger sammelt er Staub auf, so dass größere Körper schneller wachsen als kleinere (Runaway-Prozess). Wenn berggroße Planetesimale entstanden sind, ist der Vorrat an Staub weitgehend aufgebraucht, sodass weiteres Wachstum auf Kollisionen beruht. Theoretisch sollten die größeren Planetesimale zu Protoplaneten heranwachsen, die den Bereich um ihre Umlaufbahn frei räumen. Die Gasplaneten würden in diesem Modell durch Akkretion von Gas an den bereits entstandenen großen Gesteinskörpern entstehen.
- Gravitationsinstabilität: Verdichtungen innerhalb der protoplanetaren Scheibe, welche das Jeans-Kriterium erfüllen, führen zur Zusammenballung von Materie und letztlich zur Bildung von Planeten. Speziell für die Bildung der Gasplaneten ist dies ein oft angenommenes Modell. Gemäß theoretischen Simulationen[1] können sich Gasplaneten so bereits innerhalb von 1000 Jahren aus spiralförmigen Dichteinstabilitäten innerhalb von protoplanetaren Scheiben bilden. Unklar ist, wodurch solche Instabilitäten verursacht werden können. Sehr massereiche Scheiben werden von selbst instabil, wenn sie abkühlen und damit der Druck abnimmt.[2] Möglicherweise können auch in masseärmeren Scheiben lokale Instabilitäten auftreten, wenn dieser Bereich durch eine äußere Störung, zum Beispiel eine nahe Supernova, verdichtet wird.

Beide Szenarien für die Entstehung von Planeten müssen sich nicht unbedingt ausschließen. So ist es etwa möglich, dass Gasriesen durch Gravitationsinstabilitäten entstehen, während erdähnliche Planeten durch Ansammlung von Planetesimalen entstehen. Die Entstehung von Uranus und Neptun beispielsweise wäre durch eine Gravitationsinstabilität ohne Widerspruch zur begrenzten Lebensdauer protoplanetarer Scheiben möglich; im konventionellen Koagulationsmodell würde die Entstehung der äußeren Gasriesen bis zu mehreren hundert Millionen Jahren dauern, während Beobachtungen darauf hindeuten, dass protoplanetare Scheiben schon nach weniger als zehn Millionen Jahren zerstört werden. Andererseits spricht der hohe Anteil an schwereren Elementen besonders bei Uranus und Neptun gegen eine direkte Bildung aus Gravitationsinstabilitäten, da diese eher zu einer sonnenähnlichen Zusammensetzung führen würden.
Protoplanetare Scheiben um Sterne werden innerhalb von weniger als 10 Millionen Jahren zerstört: das Gas und Teilchen kleiner als etwa 1 µm werden durch den Sternwind und Strahlungsdruck aus dem System getrieben, mittlere Teilchen bis etwa 1 cm fallen durch den Poynting-Robertson-Effekt auf Spiralbahnen in den Stern; nur die größeren Teilchen überleben. Die Staubscheiben, welche um ältere Sterne wie Wega seit den 1980er Jahren entdeckt wurden, sind daher keine Reste protoplanetarer Scheiben; der Staub wird stattdessen andauernd durch die Kollision von Planetoiden nachgeliefert.
Auch der Staub im Sonnensystem, welcher im Zodiakallicht zu sehen ist, entstammt der Kollision von Planetoiden und der Ausgasung von Kometen und ist nicht etwa der Rest der protoplanetaren Scheibe.

## Beobachtungen
Die ersten protoplanetaren Scheiben wurden 1994 von C. Robert O’Dell und Mitarbeitern mit dem Hubble-Weltraumteleskop im Orionnebel beobachtet; in diesem Sternentstehungsgebiet sind etwa 50 % aller jungen Sterne von einer protoplanetaren Scheibe umgeben. 1998 wurde erstmals eine Scheibe um einen massiven Stern gefunden. Durch Infrarotaufnahmen konnten 2003 zum ersten Mal kristalline Silikate in einer protoplanetaren Scheibe nachgewiesen werden, durch IR-Spektroskopie 2008 sogar organische Materialien wie Blausäure, Kohlendioxid und Wasser (vgl. unter AA Tauri, Kosmochemie und chemische Evolution).